# Tomasz Nowak (polityk)
Tomasz Piotr Nowak (ur. 22 grudnia 1956 w Kwidzynie) – polski polityk i przedsiębiorca, poseł na Sejm V, VI, VII, VIII, IX i X kadencji.

## Życiorys
Ukończył studia z zakresu filologii polskiej na Wydziale Humanistycznym Uniwersytetu Gdańskiego (1979) oraz studia podyplomowe z zakresu public relations w Wyższej Szkole Zarządzania i Bankowości w Poznaniu (1999), na kierunku menedżer samorządu w Szkole Głównej Handlowej w Warszawie (2014) i MBA w Collegium Humanum – Szkole Głównej Menedżerskiej w Warszawie.
W latach 1979–1992 pracował jako instruktor teatralny w Wojewódzkim Domu Kultury w Koninie oraz jako kierownik Górniczego Domu Kultury w tym mieście. W latach 1990–2005 prowadził własną działalność gospodarczą. W latach 2006–2011 był przewodniczącym rady społecznej Wojewódzkiego Szpitala Zespolonego w Koninie.
W 2001 zaangażował się w działalność nowo powstałej Platformy Obywatelskiej w Koninie, do 2010 był członkiem jej zarządu wielkopolskiego. W 2007 został przewodniczącym zarządu powiatowego PO w Koninie, a w 2013 wiceprzewodniczącym zarządu wielkopolskiego tej partii.
W wyborach parlamentarnych w 2005 z listy Platformy Obywatelskiej został wybrany na posła V kadencji w okręgu konińskim. W wyborach parlamentarnych w 2007 po raz drugi uzyskał mandat poselski, otrzymując 28 279 głosów. W wyborach w 2011 z powodzeniem ubiegał się o reelekcję, dostał 24 346 głosów. W 2015 został ponownie wybrany do Sejmu, otrzymując 11 820 głosów. W Sejmie VIII kadencji został członkiem Komisji do Spraw Energii i Skarbu Państwa oraz Komisji do Spraw Unii Europejskiej. W wyborach w 2019 i 2023 również uzyskiwał mandat poselski, kandydując z ramienia Koalicji Obywatelskiej i zdobywając odpowiednio 23 693 głosy oraz 15 495 głosów. W IX i X kadencji Sejmu obejmował funkcję wiceprzewodniczącego Komisji do Spraw Energii i Skarbu Państwa.
Według dokumentów archiwalnych Tomasz Nowak w 1989 został zarejestrowany jako kontakt operacyjny SB pod pseudonimem „Aktor”. Po ujawnieniu tych informacji przez Instytut Pamięci Narodowej polityk, który zaprzeczył współpracy, wystąpił o autolustrację. W 2009 Sąd Okręgowy w Poznaniu uznał oświadczenie lustracyjne posła jako prawdziwe, uznał równocześnie, iż rejestracja ta odbyła się jednak bez jego wiedzy i zgody. Rozstrzygnięcie takie było także zgodne z wnioskami prokuratora Oddziałowego Biura Lustracyjnego IPN w Poznaniu, który nie negował prawdziwości oświadczenia.

## Odznaczenia
W 2015 otrzymał Brązową Odznakę „Zasłużony dla Ochrony Przeciwpożarowej”.

## Wyniki wyborcze
| Wybory | Komitet wyborczy   | Komitet wyborczy      | Organ            | Okręg | Wynik          |
| ------ | ------------------ | --------------------- | ---------------- | ----- | -------------- |
| 2005   |                    | Platforma Obywatelska | Sejm V kadencji  | nr 37 | 9559 (4,38%)   |
| 2007   | Sejm VI kadencji   | Platforma Obywatelska | 28 279 (9,50%)   | nr 37 |                |
| 2011   | Sejm VII kadencji  | Platforma Obywatelska | 24 346 (9,30%)   | nr 37 |                |
| 2015   | Sejm VIII kadencji | Platforma Obywatelska | 11 820 (4,26%)   | nr 37 |                |
| 2019   |                    | Koalicja Obywatelska  | Sejm IX kadencji | nr 37 | 23 693 (6,71%) |
| 2023   | Sejm X kadencji    | Koalicja Obywatelska  | 15 495 (3,70%)   | nr 37 |                |